# Куртавон
Куртаво́н (фр. Courtavon) — коммуна на северо-востоке Франции в регионе Гранд-Эст (бывший Эльзас — Шампань — Арденны — Лотарингия), департамент Верхний Рейн, округ Альткирш, кантон Альткирш.
Площадь коммуны — 9,6 км², население — 359 человек (2006) с тенденцией к стабилизации: 340 человек (2012), плотность населения — 35,4 чел/км².

## Население
Численность населения коммуны в 2011 году составляла 328 человек, а в 2012 году — 340 человек.
| 1962 | 1968 | 1975 | 1982 | 1990 | 1999 | 2004 | 2006 | 2009 | 2011 | 2012 |
| ---- | ---- | ---- | ---- | ---- | ---- | ---- | ---- | ---- | ---- | ---- |
| 304  | 301  | 292  | 274  | 290  | 326  | 357  | 359  | 333  | 328  | 340  |

Динамика населения:

## Экономика
В 2010 году из 220 человек трудоспособного возраста (от 15 до 64 лет) 172 были экономически активными, 48 — неактивными (показатель активности 78,2%, в 1999 году — 73,0%). Из 172 активных трудоспособных жителей работали 159 человек (96 мужчин и 63 женщины), 13 числились безработными (6 мужчин и 7 женщин). Среди 48 трудоспособных неактивных граждан 11 были учениками либо студентами, 12 — пенсионерами, а ещё 25 — были неактивны в силу других причин.
На протяжении 2011 года в коммуне числилось 155 облагаемых налогом домохозяйств, в которых проживало 324,5 человека. При этом медиана доходов составила 22547 евро на одного налогоплательщика.

## Достопримечательности (фотогалерея)

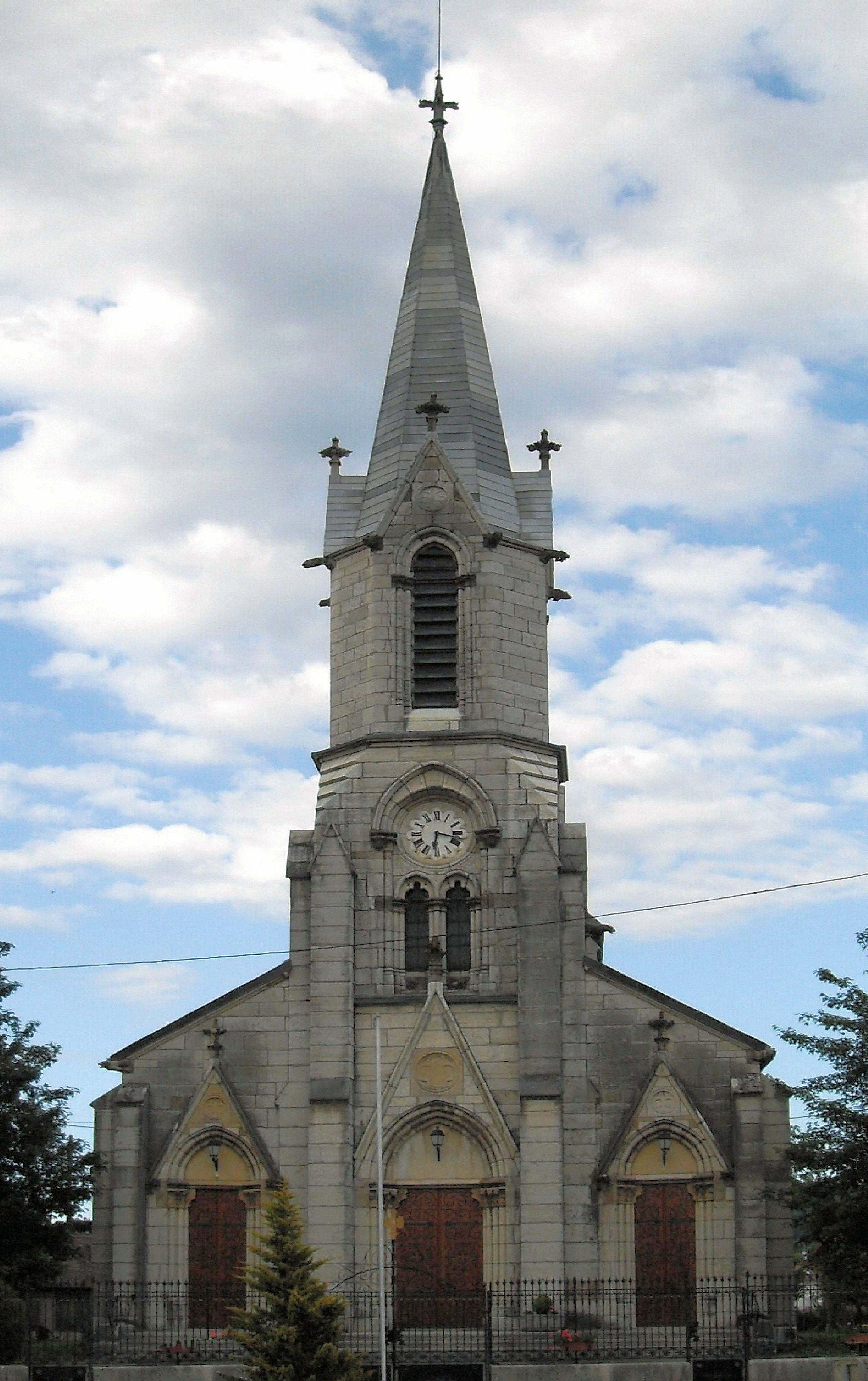
Церковь Святого Якоба